# Edward Carpenter
Edward Carpenter (Brighton, 29 agosto 1844 – 29 giugno 1929) è stato uno scrittore e poeta inglese.
Militante socialista, fu cofondatore della Fabian Society e uno dei primi attivisti del primo movimento omosessuale; ha avuto una profonda influenza sia su D.H. Lawrence che su Sri Aurobindo, ed ha ispirato Edward Morgan Forster per il suo romanzo Maurice.

## Vita
Edward Carpenter fu ai suoi tempi conosciuto come studioso socialista, poeta, riformatore sociale e critico, ed oggi è ricordato soprattutto per le sue battaglie a favore dei diritti sessuali.

Carpenter era sostenitore di un cameratismo virile e romantico che aveva tra i suoi ispiratori Karl Heinrich Ulrichs con la teoria del terzo sesso, e Walt Whitman con le idee di democrazia e di amicizia. Sul poeta statunitense, che fu determinante nel fargli capire e accettare la propria identità gay, scrisse Days with Walt Whitman (1906), e Some friends of Walt Whitman: a study in sex psychology (1924), due opere dalle quali emerge chiaramente la convinzione che le unioni omosessuali siano superiori a quelle eterosessuali.

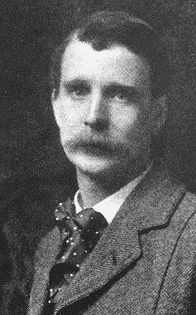
Il compagno di vita di Edward Carpenter: George Merrill (morto nel 1928).

Carpenter pubblicò vari scritti, in poesia e in prosa, soprattutto d'argomento sociale, storico e polemico. Famoso è il suo saggio Love's coming-of-age (1896, traduzione italiana: L'amore diventa maggiorenne), dove pone grande enfasi sui diritti delle donne, ed include un capitolo importante, "The intermediate sex", che più tardi, nel 1908, sarebbe uscito come libro a sé stante. Ed è proprio nel libro The intermediate sex che Carpenter coniò l'espressione "amore omogenico", associandolo ad uomini con un carattere "gentile ed emotivo", visto che la parola "omosessualità" inventata da Karoly Maria Benkert nel 1868  e l'"uranismo "brevettato" da Karl Heinrich Ulrichs nel 1864 non lo soddisfacevano troppo.
Tra le altre opere importanti, bisogna ricordare Intermediate types among primitive folk ("Tipi <sessuali> intermedi fra i popoli primitivi", 1914), e poi le poesie Towards democracy (traduzione italiana: Verso la democrazia), Ioläus (un'antologia di brani sull'amicizia, gran parte dei quali riguardano in realtà gli amori omosessuali del passato), e Homogenic love and its place in a free society, uscito nel 1895, lo stesso anno dei processi contro Oscar Wilde.
In quest'ultimo libro Carpenter fa una storia dell'omosessualità e ne esamina le implicazioni mediche e sociologiche, arrivando a concludere che l'omosessuale ha un ruolo preciso e positivo nella società, è naturalmente portato alla democrazia, e lo Stato non ha diritto di intromettersi nella sua vita privata.
All'epoca si parlava molto di nevrosi, e va a merito di Carpenter l'aver individuato che essa è più "il risultato che la causa dell'inversione".
L'ultima parte della sua vita fu condivisa, a partire dal 1891, con George Merril (morto nel 1928), con il quale convisse per ben trent'anni (1898-1928) in un ménage che costituiva apertamente una famiglia. I due partner, morti a distanza di un anno l'uno dall'altro, sono stati sepolti assieme.

## Opere
- Verso la democrazia (Towards democracy) (1883).
- England's ideal (1887).
- Civilization: its cause and cure (1889).
- Homogenic love and its place in a free society (1894).
- L'amore diventa maggiorenne, Bocca, Torino 1909 e altre edizioni (Love's-coming-of-age) (1896).
- Days with Walt Whitman (1906).
- The intermediate sex: a study of some transitional types of men and women (1908).
- Iolaus - anthology of friendship (1908) (come curatore).
- The intermediate types among primitive folk (1914),  in Selected writings, vol. 1, Gay Men's Press, Londra, 1984 Tipi intermedi fra i primitivi (estratto).
- My days and dreams (1916) (autobiografia).
- Pagan & christian creeds: their origin and meaning (1920).
- Never again!.
- The healing of Nations and the hidden sources of their strife.
- George Merrill, a true history, & study in psychology (1913). Dedicato al suo compagno.